# Míssil balístico lançado de submarino
Mísseis balísticos lançados de submarino (em inglês: Submarine-launched ballistic missile, SLBM), são mísseis balísticos capazes de lançar armas nucleares por meio de submarinos.
Variantes modernas geralmente lançam vários MIRVs, cada um dos quais transporta uma ogiva e permite que um único míssil lançado possa atacar diversos alvos. Os SLBMs não devem ser confundidos com os mísseis de cruzeiro lançados de submarino, que operam de uma maneira diferente. Eram azes de alcançar os 5 000km.

## História
O primeiro projeto prático de uma plataforma de lançamento baseada em submarinos, foi desenvolvido pelos alemães perto do fim da Segunda Guerra Mundial, envolvendo um tubo de lançamento, que continha um míssil balístico e era rebocado por um submarino. A guerra terminou antes que o projeto pudesse ser testado, mas os engenheiros que haviam trabalhado nele passaram a trabalhar para os Estados Unidos e a União Soviética em seus programas de SLBMs.

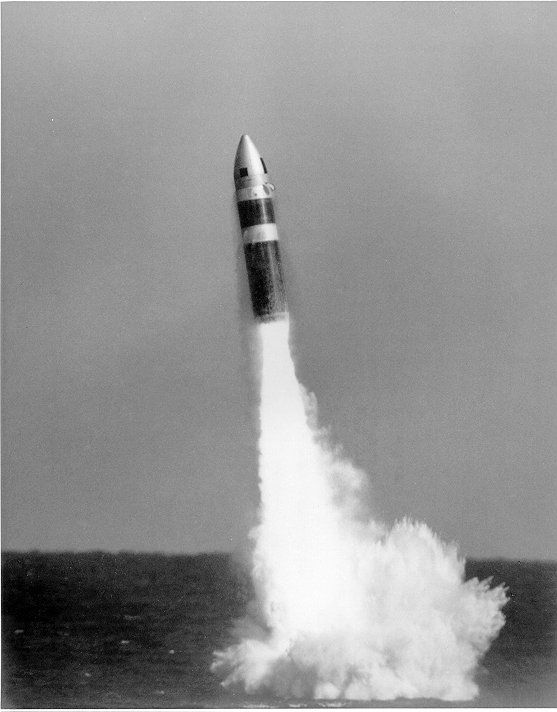
Missil Poseidon, fabricado pelos Estados Unidos nos anos 1970, foi substituído pelo Trident I (1979) e depois pelo Trident II (1990)
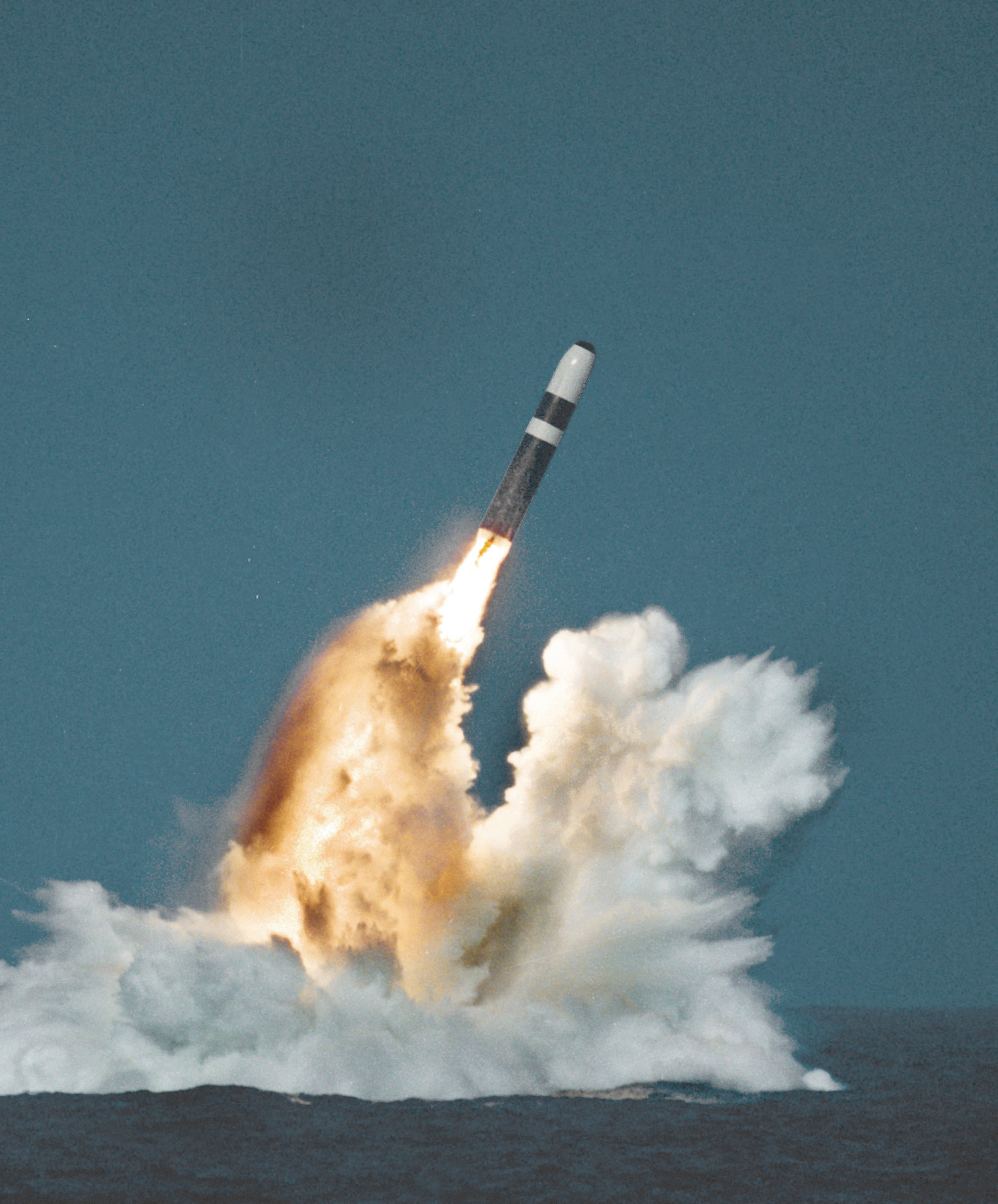
Míssil balístico lançado por submarino nuclear, do tipo Trident II utilizado pela Marinha Inglesa nos submarinos de Classe Vanguard
Dois modelos de mísseis balísticos lançados de submarino franceses, o M45 e o M51, utilizados no submarino nuclear da classe Triomphant.
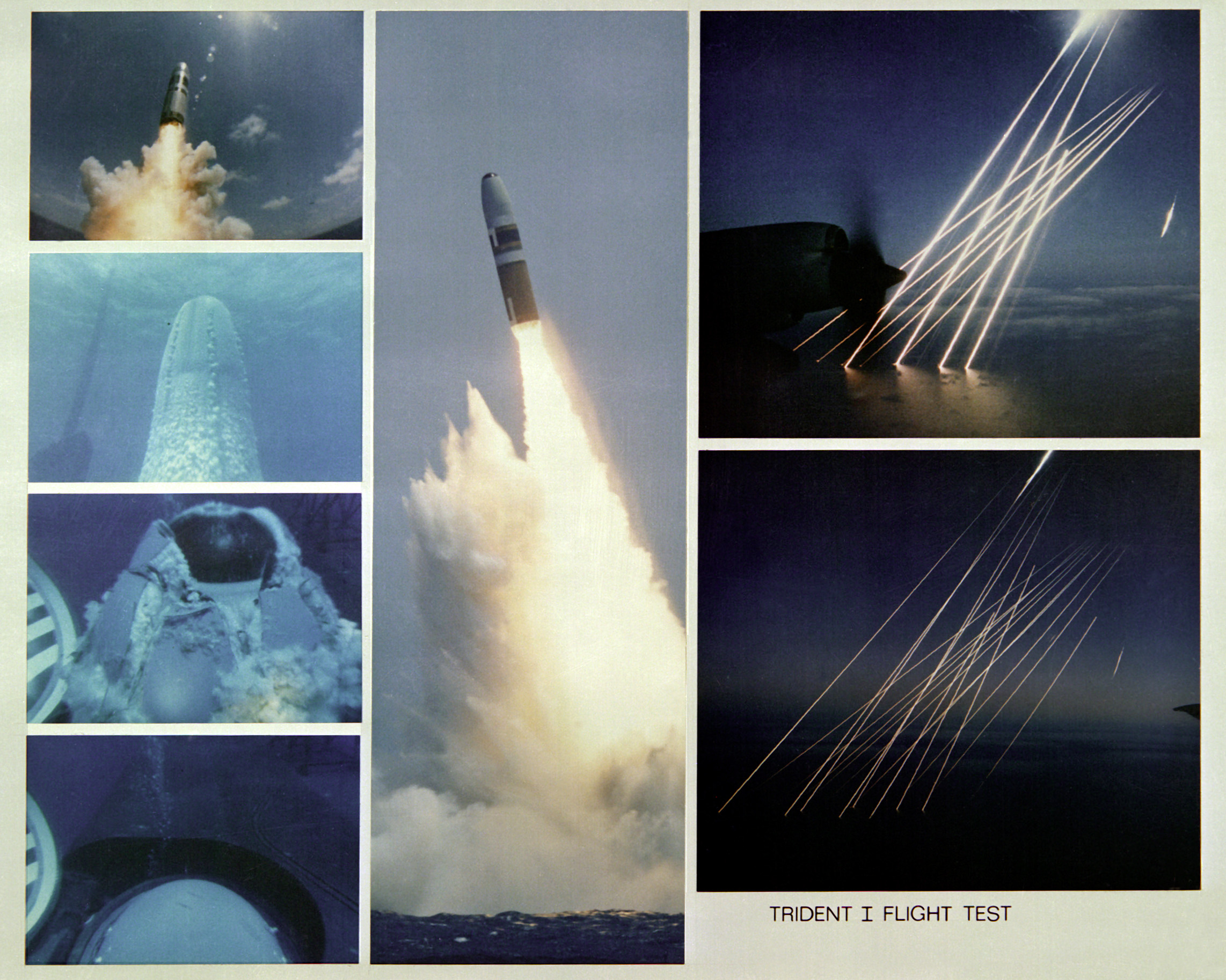
Mísseis balísticos lançados de submarino do tipo Trident I C-4

## Tipos de SLBM
Tipos específicos de SLBMs (atualmente em uso, descomissionados e em desenvolvimento) incluídos:
- Marinha dos Estados Unidos
  - UGM-27 Polaris e Chevaline - descomissionado
  - UGM-73 Poseidon - descomissionado
  - UGM-96 Trident I - descomissionado
  - UGM-133 Trident II - ativo
- Marinha Soviética / Marinha da Rússia
  - R-13 denominação OTAN SS-N-4 - descomissionado
  - R-21 denominação OTAN SS-N-5 - descomissionado
  - RSM-25 [1] R-27 Zyb denominação OTAN SS-N-6 - descomissionado
  - RSM-40 [1] R-29 "Vysota", denominação OTAN SS-N-8 "Sawfly" - descomissionado
  - RSM-45 R-31 denominação OTAN SS-N-17 "Snipe"[1] - descomissionado
  - RSM-50 [1] R-29R "Vysota", denominação OTAN SS-N-18 "Stingray" - ativo
  - RSM-52 [1] R-39 "Rif", denominação OTAN SS-N-20 "Sturgeon" - descomissionado
  - RSM-54 R-29RM "Shtil", denominação OTAN SS-N-23 "Skiff" - descomissionado (último navio atualmente em modernização para o R-29RMU "Sineva") [2]
  - RSM-54 R-29RMU "Sineva", denominação OTAN SS-N-23 "Skiff" - ativo
  - RSM-56 R-30 "Bulava" - ativo
- Marinha Real Britânica (suporte pelos Estados Unidos)
  - UGM-27 Polaris e Chevaline - descomissionado
  - UGM-133 Trident II - ativo
- Marinha Nacional da França
  - M-1 - descomissionado
  - M-2 - descomissionado
  - M-20 - descomissionado
  - M-4 - descomissionado
  - M-45 - ativo (substituição pelo míssil M-51 em andamento)
  - M-51 - ativo
- Marinha do Exército de Libertação Popular
  - JL-1 - ativo[3]
  - JL-2 - em desenvolvimento
- Marinha da Índia
  - K-15 - produção iniciada em 2009[4]
  - K-4 - em testes[5]
  - K-5  - em desenvolvimento
- Coreia do Norte / Marinha da Coreia do Norte
  - Pukguksong-1 - testado pela primeira vez em 2015
  - Pukguksong-3 - testado em outubro de 2019